# كاري وليامز كليفورد
كاري وليامز كليفورد (بالإنجليزية: Carrie Williams Clifford)‏ هي ناشِطة وكاتِبة أمريكية، ولدت في 1862، وتوفيت في 1934.